# Hakea ambigua
Hakea ambigua är en tvåhjärtbladig växtart som beskrevs av Meissn.. Hakea ambigua ingår i släktet Hakea och familjen Proteaceae. Inga underarter finns listade i Catalogue of Life.